# Massimiliano Mazzucchi
Massimiliano Mazzucchi (Roma, 2 ottobre 1980) è un ex tuffatore e commentatore televisivo italiano.
Ha rappresentato l'Italia ai Giochi olimpici di Sydney 2000 e di Atene 2004 gareggiando in entrambi i casi nel concorso dei tuffi dalla piattaforma da 10 metri. In seguito, è diventato commentatore televisivo per la RAI.